# Fabio Roscioli
Fabio Roscioli (Grottammare, 18 luglio 1965) è un ex ciclista su strada italiano.

## Carriera
Professionista dal 1987 al 2001, conta al suo attivo undici vittorie da professionista tra cui spiccano la Milano-Vignola e la Tre Giorni di La Panne. Vinse, inoltre, tappe al Giro di Svizzera, alla Vuelta a España ed al Tour de France.
Al Tour de France 1993 ottenne uno dei successi più prestigiosi conquistando la tappa di Marsiglia dopo una fuga solitaria di oltre centottanta chilometri. Ha indossato la maglia azzurra della Nazionale italiana durante i mondiali 1993.

## Palmarès
- 1986 (dilettanti)

Coppa Fiera di Mercatale
Gran Premio San Giuseppe
Piccolo Giro dell'Emilia
- 1993 (Carrera Jeans, due vittorie)

12ª tappa Tour de France (Isola 2000 > Marsiglia)
7ª tappa Mazda Alpine Tour
- 1994 (BresciaLat, tre vittorie)

Classifica generale Tre Giorni di La Panne
9ª tappa Tour de Suisse (Gstaad > Losanna)
4ª tappa Settimana Ciclistica Internazionale (Villabate > Casteltermini)
- 1996 (Refin, due vittorie)

Milano-Vignola
Gran Premio d'Europa (cronocoppie, con Daniele Nardello)
- 1997 (Asics, una vittoria)

Classifica generale Hofbrau Cup
- 1999 (Amica Chips, due vittorie)

14ª tappa Vuelta a España (Barcellona > Barcellona)
6ª tappa Vuelta a Asturias (Cangas del Narcea > Oviedo)

### Altri successi
- 1992 (Carrera Jeans)

Classifica sprint Clásico RCN
- 1994 (BresciaLat)

Classifica combattività Tre Giorni di La Panne
- 1995 (Refin)

Classifica combattività Tre Giorni di La Panne
Criterium di Regensburg